# Michael Jait
Michael Jait (ur. 1902, zm. ?) – zbrodniarz hitlerowski, członek załogi niemieckiego obozu koncentracyjnego Mauthausen-Gusen i SS-Unterscharführer.
Członek NSDAP od 1937 i Waffen-SS od maja 1939. W lutym 1940 rozpoczął służbę w kompleksie obozowym Mauthausen jako strażnik w podobozie Gusen, następnie w lipcu 1942 został przeniesiony do podobozu Ternberg. Od grudnia 1942 do sierpnia 1943 ponownie był strażnikiem w Gusen, skąd przydzielono go do podobozu Wiener-Neudorf, gdzie pozostał
do kwietnia 1944. Wreszcie od kwietnia 1944 do maja 1945 Jait kierował komandem więźniarskim w podobozie Ebensee.
W procesie załogi Mauthausen-Gusen (US vs. Andreas Battermann i inni) został skazany na karę 10 lat pozbawienia wolności za skatowanie dwóch więźniów narodowości polskiej.